# Francia en los Juegos Paralímpicos de Innsbruck 1984
Francia estuvo representada en los Juegos Paralímpicos de Innsbruck 1984 por un total de 16 deportistas, 14 hombres y dos mujeres.

## Medallistas
El equipo paralímpico francés obtuvo las siguientes medallas:
| Nombre          | Deporte        | Evento                                |
| --------------- | -------------- | ------------------------------------- |
| Oro             |                |                                       |
| Tristan Mouric  | Esquí alpino   | Descenso LW9 masculino                |
| Tristan Mouric  | Esquí alpino   | Eslalon LW9 masculino                 |
| Pierre Delaval  | Esquí de fondo | 5 km distancia corta LW5/7 masculino  |
| Pierre Delaval  | Esquí de fondo | 10 km distancia media LW5/7 masculino |
| Plata           |                |                                       |
| Bernard Baudéan | Esquí alpino   | Descenso LW3 masculino                |
| Bernard Baudéan | Esquí alpino   | Eslalon gigante LW3 masculino         |
| Bronce          |                |                                       |
| —               |                |                                       |